# Vanvittig forelsket
Vanvittig forelsket è un film del 2009 diretto da Morten Giese.

## Trama
Daniel è uno studente di pianoforte di grande talento che aspira a una carriera internazionale. Innamoratosi di Sofie, si trasferisce a vivere da lei. I due progettano di andare a New York, ma più passa il tempo e più Daniel, terrorizzato dal pensiero di perdere Sofie, si lascia divorare dalla gelosia arrivando a risvegliare un lato pericoloso della sua personalità che credeva non esistesse.

## Riconoscimenti
- 2009 - Hamptons International Film Festival
  - Breakthrough Performer a Cyron Melville
- 2009 - Marrakech International Film Festival
  - Miglior attore a Cyron Melville
- 2009 - Molodist International Film Festival
  - Audience Award
- 2009 - Montreal World Film Festival
  - Miglior attore a Cyron Melville
  - Nomination Grand Prix des Amériques
- 2010 - Premio Bodil
  - Nomination Miglior attore a Cyron Melville
  - Nomination Miglior attrice non protagonista a Sara Hjort Ditlevsen
  - Nomination Miglior attrice non protagonista a Charlotte Fich
- 2010 - Premio Robert
  - Nomination Miglior attore a Cyron Melville
  - Nomination Miglior montaggio
- 2010 - Zulu Awards
  - Nomination Miglior attore a Cyron Melville
  - Nomination Miglior attrice a Sara Hjort Ditlevsen